# Kniha Jeremjáš

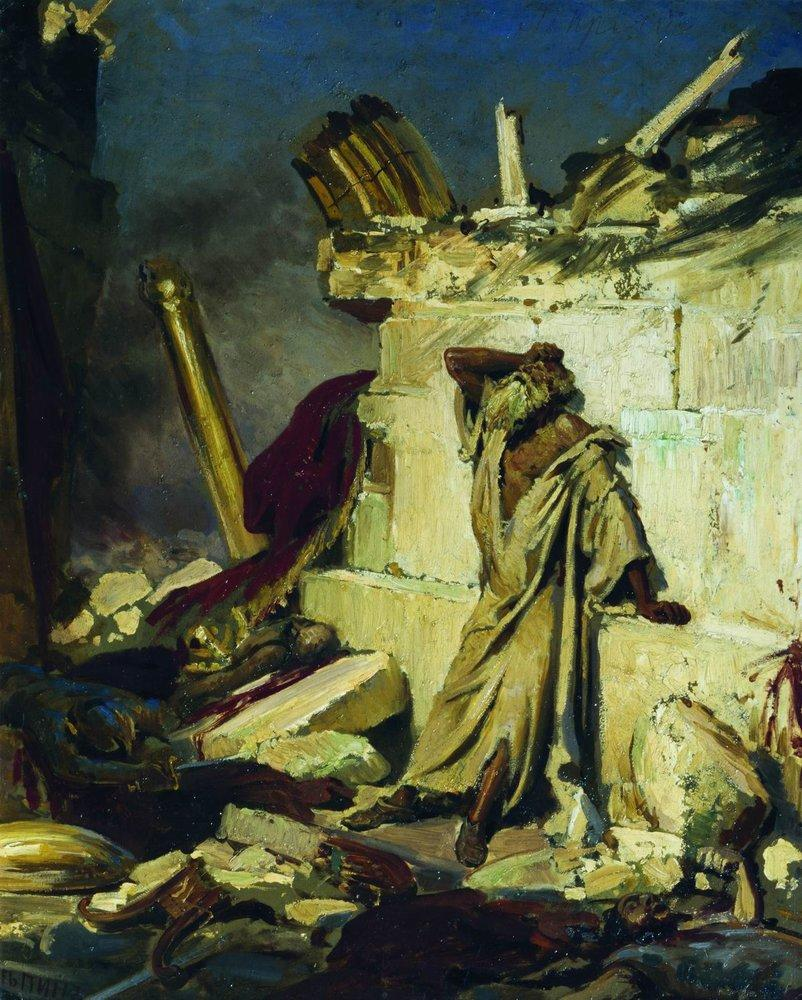
Ilja Repin: Jeremjáš naříkající nad zničením Jeruzaléma (1870)

Kniha Jeremjáš (hebrejsky ספר ירמיהו‎, Sefer Jirmejahu) je starozákonní knihou řazenou mezi prorocké knihy. Křesťané ji v rámci prorockých knih řadí mezi tzv. „velké proroky“. Kniha obsahuje epizody ze života proroka Jeremjáše a jeho výroky. Prorok Jeremjáš žil v době zániku Judského království, kniha tedy zachycuje poslední roky judské samostatnosti před rokem 587/586 př. n. l., pohnutou mezinárodní situaci i vnitřní politickou a náboženskou situaci v zemi.

## Text knihy
Text knihy Jeremjáš představuje jeden z největších problémů Starého zákona. Jeho dvě základní verze, tj. masoretský text a Septuaginta, se od sebe zásadním způsobem liší. Septuagintální text je asi o 1/8 kratší než text masoretský. Zatímco masoretský text je originální hebrejské znění, Septuaginta je překlad do řečtiny, avšak dochované opisy Septuaginty jsou téměř o 1000 let starší. Pro značnost rozdílů se zdá, že Septuaginta je překladem z jiné předlohy, než je stávající hebrejský masoretský text. Toto tušení bylo potvrzeno nálezy v kumránských jeskyních, kde se nalezly hebrejské zlomky Jeremjáše velmi blízké septuagintální verzi.

## Struktura knihy
Kniha má dnes celkem 52 kapitol, které jsou uspořádány tematicky.
- 1 – 25 : Jeremjášovy výroky proti Jeruzalému a Judsku.
- 26 – 45 : Příběhy z Jeremjášova života
- 46 – 51 : Výroky proti okolním národům.
- 52 : Dodatek o osudu posledního judského krále Sidkijáše

V septuagintální verzi je blok výroků proti národům (47-51) přesunut za verš 25,13. Přesun byl motivován obsahem 25. kapitoly, kde Bůh dává pít z poháru svého hněvu nejen Judsku, ale i ostatním národům. Aby tento čin byl pochopitelný, byly sem vloženy výroky odsuzující tyto národy.
V rámci první sekce kniha obsahuje i následující prvky:
- Jeremjášova vyznání. Jeremjáš ve formě žalmů si stýská na svůj osud proroka, který je na jedné straně nucen Bohem prorokovat, na druhé straně je však mezi lidem nevítaný, opovrhovaný a pronásledovaný, právě pro slova, která hovoří. Badatelé nejsou jednotní v úsudku, nakolik jsou tyto žalmy obecné modlitba vložené do Jeremjášových úst (příliš strukturou odpovídají klasickým žalmům z knihy Žalmů), a nakolik jsou původními Jeremjášovými slovy. V každém případě velmi výstižně odrážejí prorokovu osobní situaci.

- Kniha útěchy (kap. 30-31 + části 33). Tento oddíl je o něco pozdějšího data a obsahuje významnou pasáž o uzavření nové smlouvy mezi Bohem a Izraelem, která již nebude napsána na kamenných deskách, ale v srdcích každého člověka.

## Dějiny knihy
1) Historické jádro knihy představuje prvních 25 kapitol s výroky proti Judsku. Základ této původně samostatné sbírky je patrně totožný se svitkem, o němž se hovoří v kap. 45 a jehož autorem byl písař Báruch. Výroky pocházejí většinou z let 609 – 587 př. n. l. Tento svitek byl posléze zničen, znovu napsán a odnesen na přání Jeremjáše do Babylonie. Nakonec k němu byly přidány další části a byl nakonec zrevidován deuteronomistickou školou.
Jer 7,1-8,3 obsahuje Jeremjášovu úvodní chrámovou řeč, která je jeho osobním prorockým „programem“ a jíž začíná jeho hlavní prorocká kariéra (viz též kap. 26).
2) Příběhy o Jeremjášově životě (s vsunutými výroky) vykazují podobně historické jádro, avšak jsou více než 1. blok rozšířeny a zpracovány deuteronomistickou školou, která usiluje představit proroka Jeremjáše jako ideálního a vzorového proroka, druhého Mojžíše. Jeremjáš radí k pokoření se před Bohem, k návratu k němu, k přijetí babylonského jha a radí Židům, kteří již byli ve vyhnanství v Babylonii, aby se nebouřili, ale pokojně se ve vyhnanství usídlili a zabydleli. Tím též proti sobě podněcuje příliš silně národně smýšlející obyvatele Jeruzaléma a celý královský dvůr a je nařčen z kolaborace s nepřítelem.
3) Třetí blok obsahuje různé výroky proti pronárodům pocházející z nejrůznějších dob. Tyto výroky odrážejí jednu z nejstarších funkcí (chrámového) proroka, totiž vydávat výroky proti nepřátelům, povzbuzovat tak svůj lid a svolávat na ně Boží trest. I když valná většina těchto výroků nepochází od Jeremjáše, z knihy vyplývá, že Jeremjáš vyřkl několik výroků o Babylonu, proto je možné, že výroky v kap. 46-51 rozšiřují tuto prvotní tradici.

## Postava proroka Jeremjáše
Díky rozsáhlé deuteronomsitické redakci dostala kniha Jeremjáš jednotnou ucelenou strukturu. Kromě klasických témat napomínání Izraele a nabádání k obrácení se redaktoři soustřeďují i na samotnou postavu proroka.
Jeremjáš je posledním z před-exilních proroků a zároveň posledním z řady Božích vyslanců k judskému království. V případě Jeremjáše již Boží trpělivost s lidem dosáhla své plné míry. Jeremjáš tedy stojí na druhém konci řady postav, kterou zahajuje Mojžíš. Jeremjáš je úmyslně ztvárněn právě jako Mojžíšův protějšek se všemi aspekty prorocké služby.
- Povolání. Vyprávění o Jeremjášově povolání (Jer 1,4-19) je paralelní k vyprávění o povolání Mojžíše (Ex 3,1-4,17). V obou případech si Bůh proroka připravuje již od narození, a v patřičnou chvíli jej povolává. Prorok protestuje a namítá, že není připraven, Bůh odmítá námitky a vyvrací je. Poté klade prorokovi do úst svá slova a dává mu konkrétní poslání. Nakonec jej ujišťuje o nesnázích, se kterými se setká, ale i o své pomoci a blízkosti.

- Hlásání životem. Údělem každého proroka bylo nejen zprostředkovávat Boží vůli slovem, ale přímo ji ztvárňovat a někdy i symbolicky uskutečňovat nebo anticipovat svým životem (srov. Ozeášovo manželství či anonymního proroka z 1. král 20,35-43). Prorocká služba Jeremjáše celého pohltila, celý je ve službě svého Boha. Aby Jeremjáš mohl opravdu symbolicky ztvárnit Boží slovo, zůstává svobodný (nežení se; kap. 16); jindy na Boží příkaz kupuje pole, aby dodal naději, že jednou se lid – i když bude vystěhován – vrátí do své země a bude tu opět obdělávat půdu (kap. 32).

- Pronásledování. Následkem toho, že hlásá, co není lidu a králi příjemné, je odmítán, zavrhován a pronásledován. Několikrát se dostal do vězení a vícekrát mu bylo ukládáno o život. Byl také svědkem toho, jak jiní proroci zaplatili své povolání životem. Deuteronomisté tak zdůrazňují skutečnost, jak lid zatvrzele odmítal Boží posly. To, jak nakládal s nimi, je jen vyjádřením toho, jak nakládali s Božím slovem. Prorok je zástupcem Božím.

- Přímluva. Prorok byl prostředníkem mezi Bohem a lidmi v „obou směrech“: zprostředkovával Boží vůli lidem a naopak i přání a potřeby lidu před Bohem. V případě Jeremjáše Bůh prorokovi zakazuje se přimlouvat, jak má Jeremjáš tendenci dělat, protože již nechce lidu odpustit. V 15. kapitole zdůrazňuje, že i kdyby se přimlouvali ti nejvýznamnější proroci, jako byli Mojžíš a Samuel, Bůh by je nevyslyšel.

- Rozlišení proroků. Lid se zmítá v těžké situaci, neboť neumí rozlišit mezi pravými a nepravými proroky. Deuteronomium vyslovilo jasné kritérium pro rozlišování: splní-li se to, co prorok předpověděl, byl pravý. Ne-li, musí zemřít. Jeremjáš se střetává během svého působení s mnoha falešnými proroky, kteří všichni, v souladu s výše zmíněným kritériem, poté, co je Jeremjáš usvědčí nebo obviní z výmyslů a z klamu, umírají.